# Tristana Moraleja
Pour les articles homonymes, voir Tristana, Moraleja (homonymie) et Gómez.
Tristana María Moraleja Gómez, née le 17 août 1971 à Lugo, en province de Lugo, est une femme politique espagnole, membre du Parti populaire (PP).
Elle est élue députée de la circonscription de La Corogne lors des élections générales de novembre 2011.

## Biographie

### Profession
Elle est licenciée en sciences économiques et entrepreneuriales et possède un master en administration financière et tributaire. Elle est fonctionnaire de groupe 1 du corps supérieur de la Junte de Galice.

### Carrière politique
Elle est conseillère municipale de Oleiros.
Le 20 novembre 2011, elle est élue députée pour La Corogne au Congrès des députés et réélue en 2016.